# Lillian Bassmanová

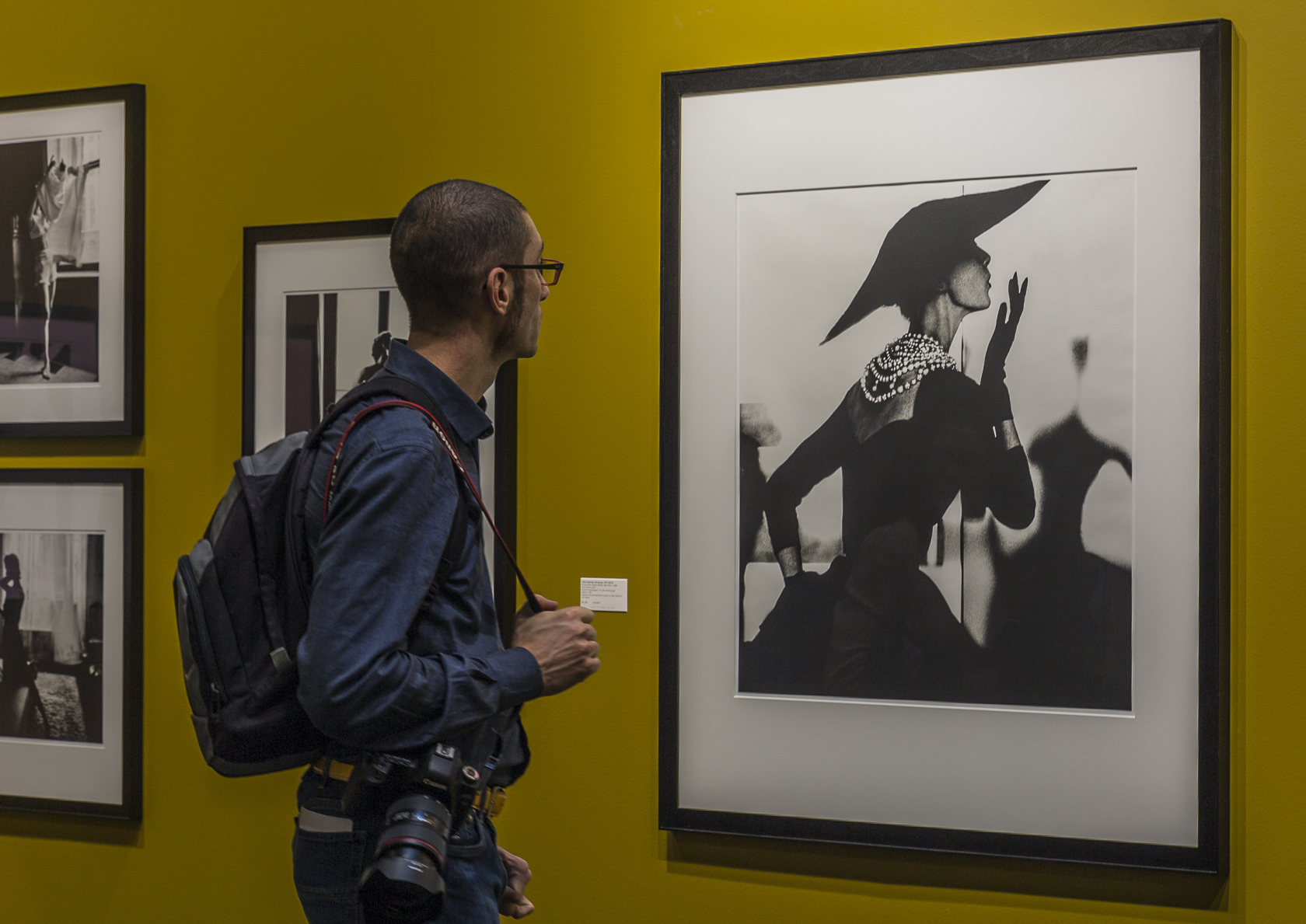
Výstava fotografií Lillian Bassmanové na Paris Photo 2015

Lillian Bassmanová (nepřechýleně Bassman; 15. června 1917 Brooklyn – 13. února 2012 Manhattan) byla americká fotografka a malířka.

## Životopis
Její rodiče byli židovští intelektuálové, kteří v roce 1905 emigrovali do Spojených států z Ukrajiny (tehdy v Rusku) a usadili se v Brooklynu v New Yorku. Vyrůstala v Brooklynu a Greenwich Village v New Yorku studovala na Střední průmyslové škole textilní na Manhattanu u budoucího umělce Alexeje Brodoviče a absolvovala v roce 1933.

## Kariéra
Od 40. do 60. let pracovala Bassmanová jako módní fotografka pro Junior Bazaar a později v Harper's Bazaar kde propagovala kariéru fotografů, jako jsou Richard Avedon, Robert Frank, Louis Faurer nebo Arnold Newman. Pod vedením ruského emigranta Alexeje Brodoviče začala fotografovat své modely převážně černobíle. Její práce byla publikována z větší části v Harper's Bazaar od roku 1950 do roku 1965.
V 70. letech zájem o čistou formu módní fotografie Bassmanové poklesl. Obrátila se ke svým vlastním fotografickým projektům a módní fotografii opustila. Přitom zahodila 40 let negativů a tiskovin – své celoživotní dílo. O dvacet let později byla objevena zapomenutá taška plná stovek snímků. Módní fotografická práce Bassmanové začala být znovu oceňována v 90. letech.
Do devadesátých let pracovala s digitální technologií a abstraktní barevnou fotografií, aby vytvořila novou sérii prací. K manipulaci s obrázky používala Photoshop.
Nejpozoruhodnějšími vlastnostmi její fotografické práce jsou vysoké kontrasty mezi světlem a tmou, zrnitost hotových fotografií a geometrické umístění a úhly záběru objektů. Bassmanová byla jednou z posledních skvělých fotografek ve světě módy. O generaci později měla průkopnická fotografie Bassmanové a odvážné inovace ořezu a kompozice jejího mentora Alexeje Brodoviče zásadní vliv na Sama Haskinse a jeho černobílé dílo šedesátých let.
Bassmanová zemřela 13. února 2012 ve věku 94 let.

## Osobní život
Poprvé se se svým budoucím manželem, fotografem Paulem Himmelem (nar. 1914), setkala na Coney Islandu v šesti letech. Znovu se setkali ve 13 a začali žít společně, když jí bylo 15. Vzali se v roce 1935 a měli dvě děti. Himmel zemřel v roce 2009 po 73 letech manželství.

## Pozoruhodná díla
- Anneliese Seubert, 1997[5]
- It's a Cinch, 1951[5]
- Betty Beihn, Nude I, 1950/2012[5]

## Výstavy (výběr)
- 1974: Staempfli Gallery, New York
- 1993: Howard Greenberg Gallery, New York
- 1993: „Vanité“, Palais de Tokyo
- 1994: Jackson Fine Art Gallery, Atlanta, Georgia
- 1994: „Homage to Lillian Bassman,“ Caroussel du Louvre, Paříž
- 1997: Fashion Institute of Technology, New York
- 1997: Peter Fetterman Gallery, Los Angeles[6]
- 1999: „Les dames de Bazaar“ Rencontres de la photographie, Arles
- 2002: Garden Prado, Madrid
- 2003: Galerie f5,6, Mnichov, Německo[7]
- 2004: Staley Wise Gallery, New York[8]
- 2005: Farmani Gallery, Los Angeles, USA
- 2005: A touch of mystery – Triennale der Photographie Hamburg 2005, Photography Monika Mohr Galerie, Hamburk[9]
- 2006: Selektion # 1 – Arbeiten in Schwarz/Weiß, Galerie f 5,6, Mnichov
- 2006: Retrospective, Peter Fetterman Gallery, Santa Monica, USA
- 2010: Retrospective, The Wapping Project, Londýn, Anglie
- 2009–2010: Retrospective, The Deichtorhallen, Hamburk, Německo
- 2014: „Signature of Elegance,“ Chanel Nexus Hall, Tokyo, Japonsko
- 2014–2015: Retrospective, Kunst Haus Wien, Vídeň, Rakousko
- 2016: Edwynn Houk Gallery, New York, USA